# Canalejas de Peñafiel
Canalejas de Peñafiel – gmina w Hiszpanii, w prowincji Valladolid, w Kastylii i León, o powierzchni 32,1 km². W 2011 roku gmina liczyła 296 mieszkańców.